# Bradyporinae
Bradyporinae Burmeister, 1838 è una sottofamiglia di insetti ortotteri della famiglia Tettigoniidae.

## Descrizione
Le specie della famiglia Bradyporinae hanno un aspetto tipico, sono tozze e lente, relativamente abbastanza grosse ma con le zampe posteriori, adibite al salto, decisamente corte e sottili rispetto agli altri componenti della famiglia Tettigoniidae. Il pronoto è caratteristico: più o meno concavo e rugoso, costellato di piccole fossette che gli danno un aspetto scabroso. Spesso hanno colorazione che varia dal verde al bruno, ma ci sono specie che possono anche averne di rossastre o vinaccia, ma anche bluastre, e non sono rari individui melanici per la maggior parte dei taxa; solitamente però la colorazione non è uniforme ed è molto variabile anche in una stessa specie, e molti individui possono essere molto appariscenti. Sia il maschio che la femmina sono in grado di produrre canti, anche se le femmine, che lo fanno solo in risposta i maschi, cantano di rado. La femmina è dotata di un ovopositore slanciato e a volte anche molto lungo, a basse solitamente molto ingrossata. I cerci dei maschi possono essere importanti segni distintivi delle varie specie. Sono tutte specie microttere e le ali servono solo a produrre il canto, non sono quindi in grado di volare. Le antenne sono collocate in mezzo agli occhi, leggermente verso il basso; sono più vicine al clipeo che al vertice del capo.

## Distribuzione e habitat
Sono presenti in Europa, Africa ed Asia. Diffuse in tutto il Mediterraneo, in particolare modo quello occidentale, in Italia sono presenti parecchie specie, la gran parte endemiche, soprattutto dall'Appennino Tosco-Emiliano in giù. In alcuni anni in alcune località soprattutto in meridione risultano addirittura pullulanti, tuttavia non è uno dei raggruppamenti di ortotteri con specie più comuni in Italia.

## Biologia
Sono più che altro onnivori, talvolta si nutrono di altri ortotteri.

## Tassonomia

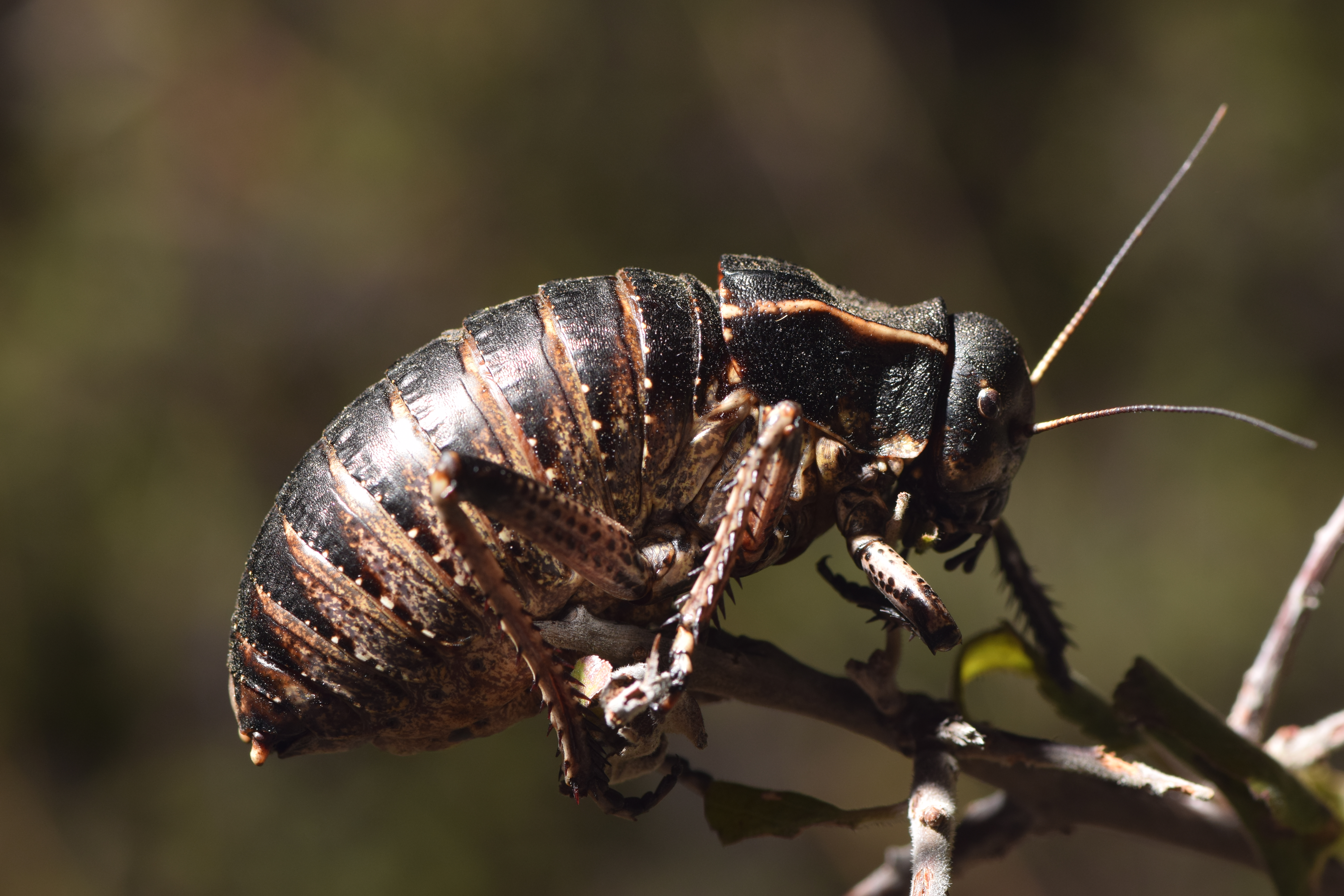
Bradyporus dasypus maschio

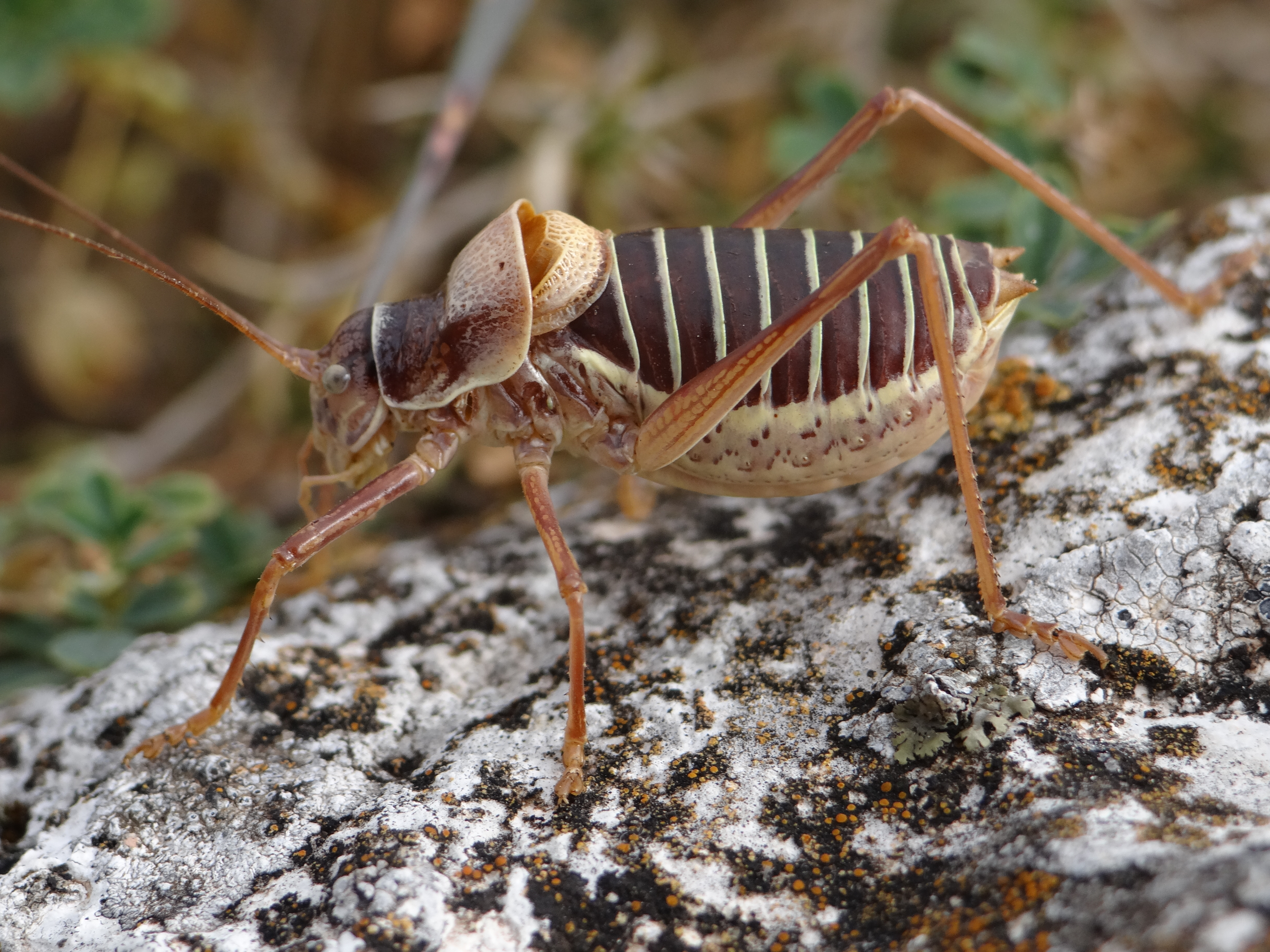
Ephippiger diurnus maschio

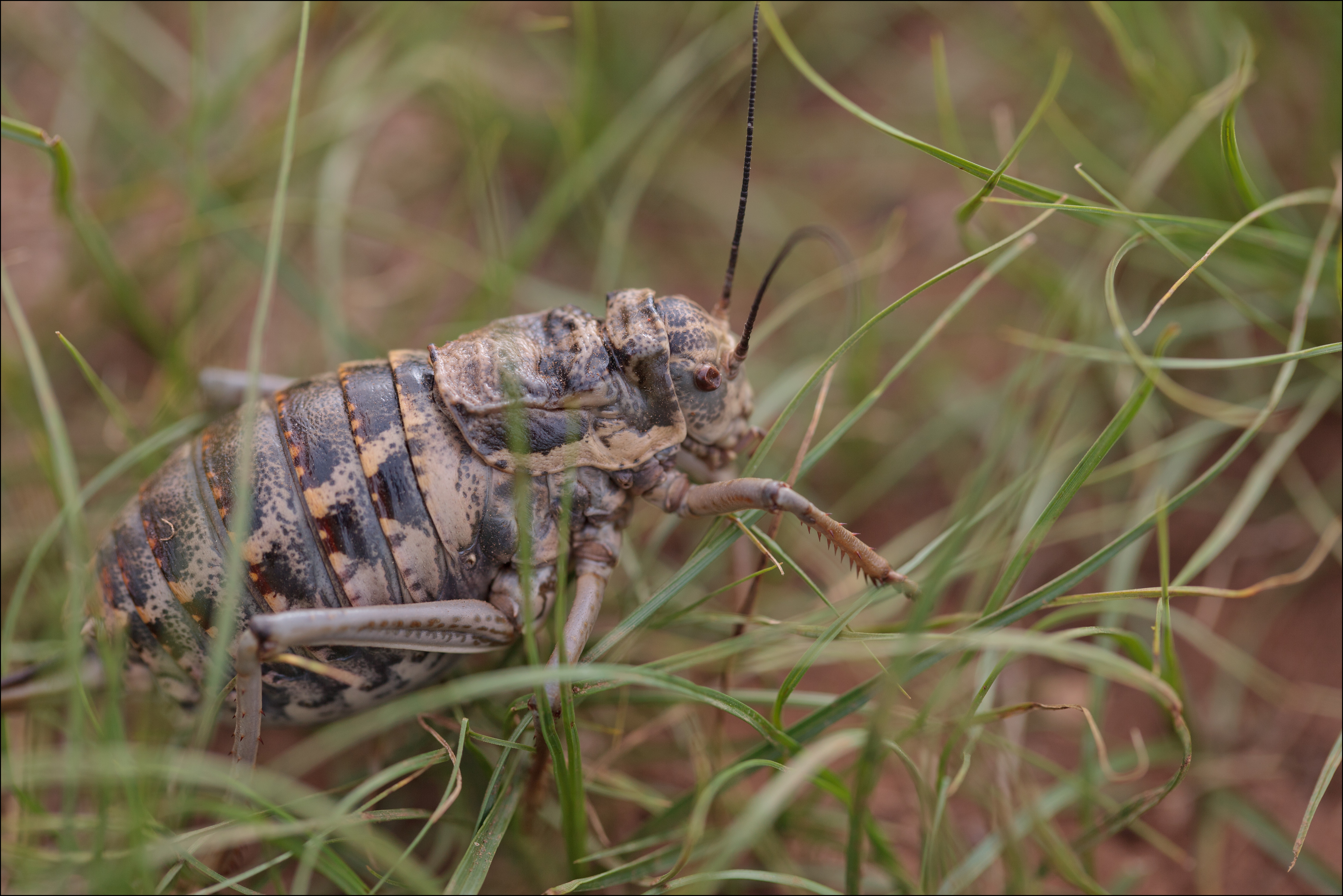
Deracantha onos femmina

La famiglia comprende le seguenti tribù:
- tribù Bradyporini Burmeister, 1838
  - Bradyporus Charpentier, 1825
  - Pycnogaster Graells, 1851
- tribù Ephippigerini Brunner von Wattenwyl, 1878
  - Afrosteropleurus Barat, 2012
  - Albarracinia Barat, 2012
  - Baetica Bolívar, 1903
  - Callicrania Bolívar, 1898
  - Coracinotus Barat, 2012
  - Corsteropleurus Barat, 2012
  - Ephippiger Berthold, 1827
  - Ephippigerida Bolívar, 1903
  - Lluciapomaresius Barat, 2012
  - Lucasinova Barat, 2012
  - Neocallicrania Pfau, 1996
  - Parasteropleurus Barat, 2012
  - Platystolus Bolívar, 1878
  - Praephippigera Bolívar, 1903
  - Sabaterpia Barat, 2012
  - Sorapagus Barat, 2012
  - Steropleurus Bolívar, 1878
  - Synephippius Navás, 1905
  - Uromenus Bolívar, 1878
- tribù Zichyini Bolívar, 1901
  - Damalacantha Bey-Bienko, 1951
  - Deracantha Fischer von Waldheim, 1833
  - Deracanthella Bolívar, 1901
  - Deracanthina Bey-Bienko, 1951
  - Zichya Bolívar, 1901

In Italia sono presenti i generi Ephippiger, Lucasinova, Praephippigera e Uromenus.